# トビー・アルデルヴェイレルト
- トビー・アルデルヴァイレルト
- トビー・アルデルベイレルト
- トビー・アルデルバイレルト
- トビー・アルデルワイレルト

トビー・アルデルヴェイレルト（Toby Alderweireld; オランダ語発音: [ˈtoːbi ˈɑldərʋɛːrəlt], 1989年3月2日 - ）は、ベルギー・アントワープ出身のサッカー選手。元ベルギー代表。現役時代のポジションはDF。

## クラブ経歴

### アヤックス

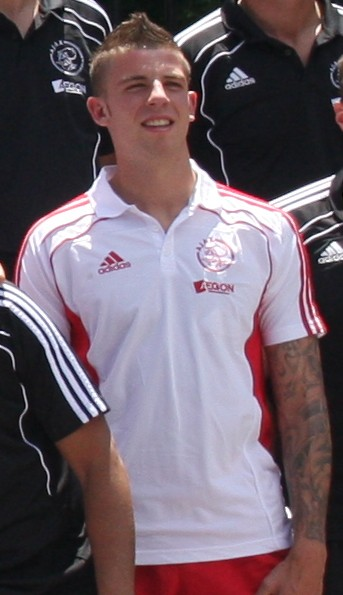
アヤックス時代のアルデルヴェイレルト

1999年、ベルギーのジェルミナル・ベールスホットのユースチームでキャリアをスタートさせ、2004年8月、提携先であるアヤックス・アムステルダムの下部組織に加入し、2007年2月22日、プロ契約を結ぶ。
2009年1月18日のNECナイメヘン戦でエールディヴィジデビュー。その一月後にはUEFAカップのフィオレンティーナ戦で欧州大会デビューした。
2009年夏にマルティン・ヨル監督が就任すると、アーセナルFCに移籍したトーマス・フェルメーレンに代わり同じベルギー人のヤン・フェルトンゲンとコンビを組む。9月4日、ヘラクレス・アルメロ戦でルイス・スアレスのコーナーキックからヘディングでプロ初得点を記録した。 2009-10シーズンの終わりにアヤックス・タレント・オブ・ザ・イヤーに選出された。
2010-11シーズンのUEFAチャンピオンズリーググループリーグ第6節のACミラン戦において強烈なミドルシュートを決めた。2012年8月5日、ヨハン・クライフ・スハールのPSVアイントホーフェンでは得点を記録するも2-4で敗北した。

### アトレティコ・マドリード
2013年8月31日、スペインのアトレティコ・マドリードに4年契約での移籍した。リーグ戦では12試合の出場にとどまるも、チームはリーガ・エスパニョーラ優勝達成した。UEFAチャンピオンズリーグではレアル・マドリードとの決勝に後半83分から出場し、延長戦もプレーするも準優勝に終わった。
後に、「毎試合先発ではなかったが、アトレティコではたくさんのことを学んだ。シメオネ（監督）は失点を防ぐ楽しさを教えてくれた」と語った。

### サウサンプトン
2014年9月1日、イングランドのサウサンプトンFCに1シーズンのローンで移籍した。契約には680万ポンドでの買取オプションも付いていた。
シーズン終了後、アトレティコはサウサンプトンに150万ポンドを支払い、アルデルヴァイレルトの買取オプションを取り消した。

### トッテナム・ホットスパー

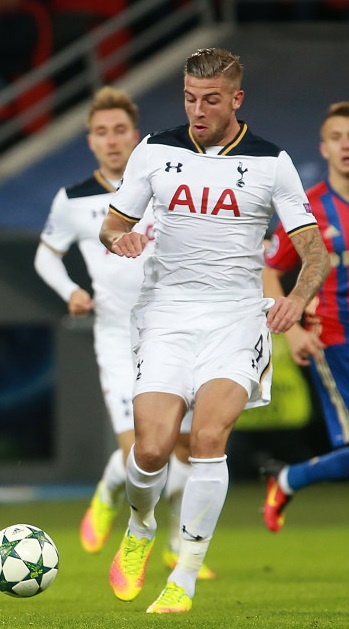
トッテナムでプレーするアルデルヴェイレルト（2016年）

2015年7月8日、トッテナム・ホットスパーFCに5年契約で移籍した。アヤックス時代のチームメートであるクリスティアン・エリクセン、ヤン・フェルトンゲンと再びチームメートとなった。
2016年3月のアーセナル戦 、4月のマンチェスター・ユナイテッド戦などでも得点を挙げた。シーズンの活躍が認められて、プレミアリーグのシーズンベストイレブンに選出された。
2016-17シーズンは怪我の為数試合を欠場したが、トッテナムのリーグ2位に貢献し、ファン選出のプレミアリーグベストイレブンに選出された。
2017-18シーズンは契約延長交渉などでクラブと折り合いがつかず、リーグではわずか14試合出場にとどまった。
2018-19シーズンには再びレギュラーに復帰し、クラブのこの年のプレミアリーグ4位とUEFAチャンピオンズリーグ準優勝に貢献した。
2019年12月20日、チームとの契約を2023年まで延長した。

### アル・ドゥハイル
2021年7月27日、アル・ドゥハイルSCへの移籍が発表された。

### ロイヤル・アントワープ
2022年7月15日、ロイヤル・アントワープFCへ完全移籍。3年契約を結んだ。加入後、キャプテンを任されたアルデルヴァイレルトはチームを66年ぶりのリーグ優勝に導き、さらに自身も2023年のベルギー・ゴールデン・シューも受賞した。
2024-25シーズンを最後に現役引退することを発表した。

## 代表歴
ベルギー代表として各年代でプレーし、2009年5月のキリンカップサッカーのチリ代表戦でA代表デビューを果たした。2013年11月19日の日本代表との親善試合で代表初得点を挙げた。
2016年、UEFA EURO 2016では決勝トーナメント1回戦のハンガリー戦で決勝ゴールを挙げて勝利、準々決勝まで進出した。
2018 FIFAワールドカップのメンバーにも選出され、6試合に出場。準決勝フランス戦ではゴール前の混戦から振り向きざまに強烈なシュートを放ったが、クラブの同僚であるウーゴ・ロリスの超人的なセーブに阻まれ、試合には0-1で敗れた。3位決定戦イングランド戦では、これもクラブの同僚であるエリック・ダイアーの決定的シュートをゴールライン上でかき出し、ベルギーの3位に貢献した。
2020年9月8日のアイスランド戦で代表100試合出場を果たした。
2023年3月6日、代表引退を表明した。

## 個人成績

### クラブでの成績
2023年3月29日現在 
| クラブ                | リーグ                   | シーズン       | リーグ戦 | リーグ戦 | カップ戦 | カップ戦 | 国際大会 | 国際大会 | その他 | その他 | 合計 | 合計 |
| クラブ                | リーグ                   | シーズン       | 出場     | 得点     | 出場     | 得点     | 出場     | 得点     | 出場   | 得点   | 出場 | 得点 |
| --------------------- | ------------------------ | -------------- | -------- | -------- | -------- | -------- | -------- | -------- | ------ | ------ | ---- | ---- |
| アヤックス            | エールディヴィジ         | 2008-09        | 5        | 0        | -        | -        | 3        | 0        | -      | -      | 8    | 0    |
| アヤックス            | エールディヴィジ         | 2009-10        | 31       | 2        | 6        | 1        | 8        | 0        | -      | -      | 45   | 3    |
| アヤックス            | エールディヴィジ         | 2010-11        | 26       | 2        | 4        | 0        | 12       | 3        | 1      | 0      | 43   | 5    |
| アヤックス            | エールディヴィジ         | 2011-12        | 29       | 1        | 3        | 0        | 7        | 1        | 1      | 1      | 40   | 3    |
| アヤックス            | エールディヴィジ         | 2012-13        | 33       | 2        | 3        | 0        | 8        | 1        | 1      | 1      | 45   | 4    |
| アヤックス            | エールディヴィジ         | 2013-14        | 4        | 0        | -        | -        | -        | -        | 1      | 0      | 5    | 0    |
| アヤックス            | クラブ通算               | クラブ通算     | 128      | 7        | 16       | 1        | 38       | 5        | 4      | 2      | 186  | 15   |
| アトレティコ          | ラ・リーガ               | 2013-14        | 12       | 1        | 6        | 1        | 4        | 0        | -      | -      | 22   | 2    |
| アトレティコ          | クラブ通算               | クラブ通算     | 12       | 1        | 6        | 1        | 4        | 0        | -      | -      | 22   | 2    |
| →サウサンプトン(loan) | プレミアリーグ           | 2014-15        | 26       | 1        | 0        | 0        | -        | -        | 2      | 0      | 28   | 1    |
| →サウサンプトン(loan) | クラブ通算               | クラブ通算     | 26       | 1        | 0        | 0        | -        | -        | 2      | 0      | 28   | 1    |
| トッテナム            | プレミアリーグ           | 2015-16        | 38       | 4        | 1        | 0        | 10       | 0        | -      | -      | 49   | 4    |
| トッテナム            | プレミアリーグ           | 2016-17        | 30       | 1        | 4        | 0        | 5        | 1        | -      | -      | 39   | 2    |
| トッテナム            | プレミアリーグ           | 2017-18        | 14       | 0        | 2        | 0        | 4        | 0        | 1      | 0      | 21   | 0    |
| トッテナム            | プレミアリーグ           | 2018-19        | 34       | 0        | 0        | 0        | 12       | 0        | 4      | 0      | 50   | 0    |
| トッテナム            | プレミアリーグ           | 2019-20        | 33       | 2        | 3        | 0        | 6        | 0        | -      | -      | 42   | 2    |
| トッテナム            | プレミアリーグ           | 2020-21        | 25       | 1        | 3        | 0        | 5        | 0        | 2      | 0      | 35   | 1    |
| トッテナム            | クラブ通算               | クラブ通算     | 174      | 8        | 13       | 0        | 42       | 1        | 7      | 0      | 236  | 9    |
| アル・ドゥハイル      | QSL                      | 2021-22        | 20       | 0        | 4        | 1        | 5        | 0        | -      | -      | 29   | 1    |
| アル・ドゥハイル      | クラブ通算               | クラブ通算     | 20       | 0        | 4        | 1        | 5        | 0        | -      | -      | 29   | 1    |
| アントワープ          | ジュピラー・プロ・リーグ | 2022-23        | 26       | 2        | 5        | 0        | 5        | 0        | -      | -      | 36   | 2    |
| アントワープ          | クラブ通算               | クラブ通算     | 26       | 2        | 5        | 0        | 5        | 0        | -      | -      | 36   | 2    |
| キャリア総通算        | キャリア総通算           | キャリア総通算 | 386      | 19       | 44       | 3        | 94       | 6        | 13     | 2      | 537  | 30   |

1. 1 2 3 4  ヨハン・クライフ・スハール
2. 1 2 3 4  EFLカップ

### 代表での成績
- 国際Aマッチ 127試合 5得点（2009年-2022年）[24]

| ベルギー代表 | 国際Aマッチ | 国際Aマッチ |
| 年           | 出場        | 得点        |
| ------------ | ----------- | ----------- |
| 2009         | 4           | 0           |
| 2010         | 6           | 0           |
| 2011         | 5           | 0           |
| 2012         | 5           | 0           |
| 2013         | 11          | 1           |
| 2014         | 13          | 0           |
| 2015         | 9           | 0           |
| 2016         | 12          | 2           |
| 2017         | 8           | 0           |
| 2018         | 15          | 0           |
| 2019         | 10          | 2           |
| 2020         | 6           | 0           |
| 2021         | 14          | 0           |
| 2022         | 9           | 0           |
| 通算         | 127         | 5           |

### 代表での得点
| #  | 開催日         | 開催地                     | 対戦相手国               | スコア | 結果 | 試合概要            |
| -- | -------------- | -------------------------- | ------------------------ | ------ | ---- | ------------------- |
| 1. | 2013年11月19日 | ベルギー・ブリュッセル     | 日本                     | 2–3    | 2-3  | 親善試合            |
| 2. | 2016年6月26日  | フランス・トゥールーズ     | ハンガリー               | 1–0    | 4-0  | EURO 2016           |
| 3. | 2016年10月7日  | ベルギー・ブリュッセル     | ボスニア・ヘルツェゴビナ | 3–0    | 4-0  | ロシアW杯・欧州予選 |
| 4. | 2019年9月9日   | スコットランド・グラスゴー | スコットランド           | 3-0    | 4-0  | EURO 2022予選       |
| 5. | 2019年10月10日 | ベルギー・ブリュッセル     | サンマリノ               | 5-0    | 9-0  | EURO 2022予選       |

## タイトル

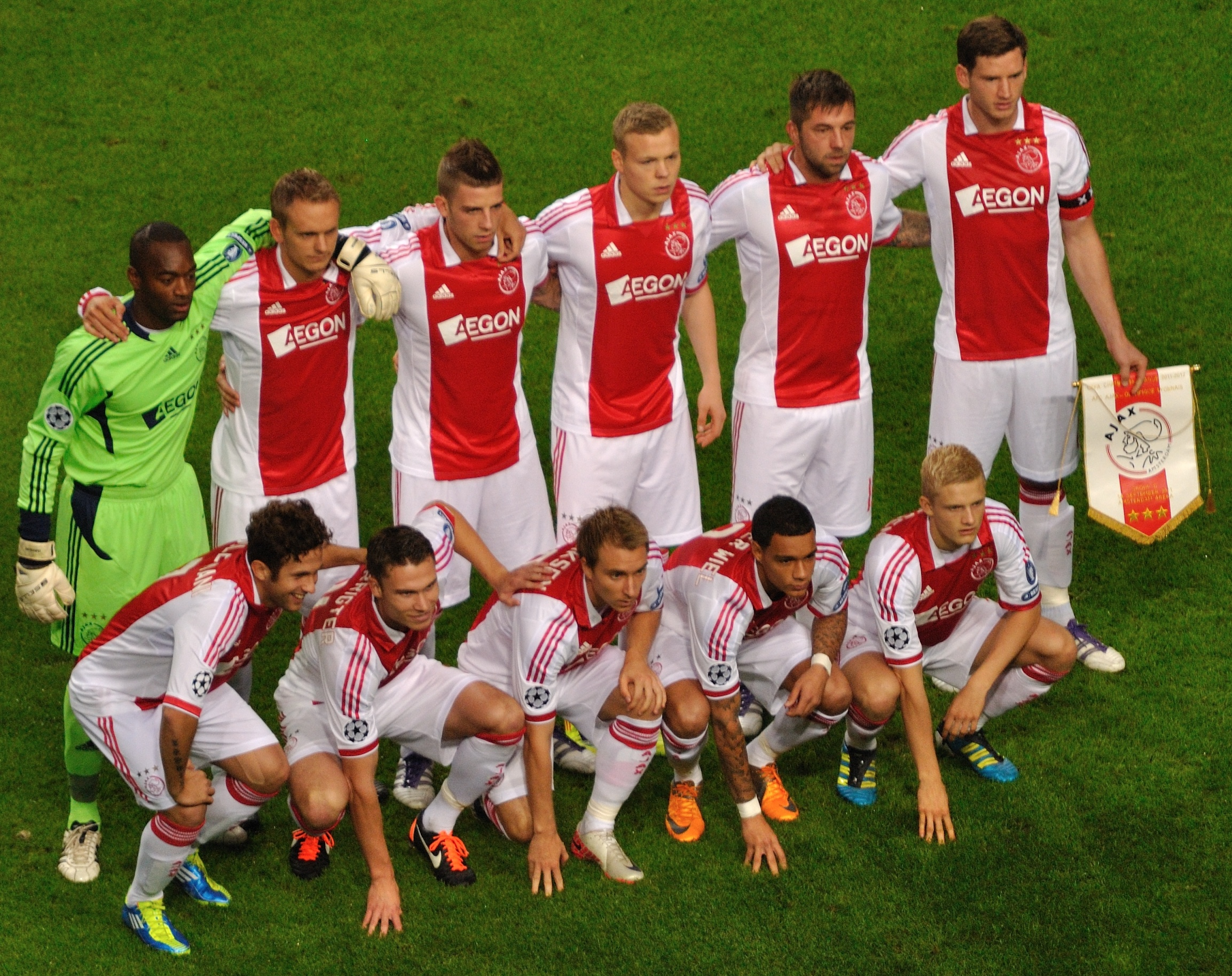
アヤックスでのアルデルヴェイレルト (上段左から3番目)

### 代表
- FIFAワールドカップ 3位 (1) : 2018

### クラブ
アヤックス
- エールディヴィジ : 3回 (2010-11, 2011-12, 2012-13)
- KNVBカップ : 1回 (2009-10)
- ヨハン・クライフ・スハール : 1回 (2013)

アトレティコ・マドリード
- リーガ・エスパニョーラ : 1回 (2013-14)

アル・ドゥハイル
- アミールカップ : 1回 (2022)

ロイヤル・アントワープ
- ベルギーカップ : 1回 (2022-23)
- ジュピラー・プロ・リーグ : 1回 (2022-23)

### 個人
- アヤックス・タレント・オブ・ザ・イヤー (1) : 2010
- PFA年間ベストイレブン (1) : 2015-16
- UEFAヨーロッパリーグ・スカッド・オブ・シーズン (1) : 2015-16
- トッテナム・プレイヤー・オブ・ザ・イヤー (1) : 2015-16
- ベルギー・ゴールデン・シュー : 2023